# Helota sinensis
Helota sinensis là một loài bọ cánh cứng trong họ Helotidae. Loài này được Olliff miêu tả khoa học năm 1882.